# 임진북예성남정맥
임진북예성남정맥(臨津北禮成南正脈)은 해서정맥 명지덕산(910.9m)에서 분기하여 판문군 임진강 하구까지 이어지는 산맥이다.

## 길이
해서정맥 명지덕산 분기점에서 예성강 하구에 이르는 임진북예성남정맥의 총 길이는 도상거리 약 137km, 실제거리 약 182km에 이른다.

## 주요 산
- 명지덕산 (분기점)
- 장재덕산
- 율목산
- 고주애산
- 삼학산
- 수용산
- 마좌봉
- 월양산 (부소갑)
- 풍덕치

## 같이 보기
- 산경표